# Чемпионат Европы по подводному ориентированию 1980
9-й чемпионат Европы по подводному ориентированию проводился в СФРЮ с 6 по 13 сентября на озере Блейско близ одноимённого городка.

## Участники
В соревнованиях приняли участие атлеты 15 стран Европы.

## Медалисты

### Мужчины

#### Зоны
1. Александр Тришин (СССР) — 6,25
2. Сергей Трунёв (СССР) — 6,19
3. М. Петренек (ЧССР) — 6,45

#### Ориентиры
1. Владимир Лихачёв (СССР) — 6,09
2. Сергей Трунёв (СССР) — 6,14
3. Юрий Матвеев (СССР) — 6,21

#### Звезда
1. Анатолий Далидович (СССР) — 6,28
2. Александр Тришин (СССР) — 6,40
3. Юрий Матвеев (СССР) — 6,42

#### Групповое упражнение
1. СССР (Анатолий Далидович, Владимир Лихачёв, Александр Тришин, Сергей Трунёв) — 6,15
2. ЧССР — 6,04
3. ГДР — 6,13

#### Карта
1. СССР (Владимир Лихачёв, Юрий Матвеев) — 6,15
2. Австрия — 6,04
3. ГДР — 6,13

### Женщины

#### Зоны
1. Татьяна Литвина (СССР) — 7,00
2. Тийна Компус (СССР) — 7,06
3. М. Клинкова (ЧССР) — 7,29

#### Ориентиры
1. Ольга Терлецкая (СССР) — 6,99
2. Татьяна Литвина (СССР) — 7,23
3. Я. Зворкова (ЧССР) — 7,41

#### Звезда
1. Тийна Компус (СССР) — 7,35
2. С. Бевер (ГДР) — 8,09
3. Я. Зворкова (ЧССР) — 8,10

#### Групповое упражнение
1. СССР (Тийна Компус, Татьяна Литвина) — 6,12
2. ЧССР — 6,33
3. ГДР — 6,45

#### Карта
1. СССР (Татьяна Литвина, Ольга Терлецкая) — 9,30
2. ГДР — 9,42
3. ЧССР — 10,20